# Peder Skram
Peder Skram, född på Ugerup omkring 1502, död 11 juli 1581, var en dansk amiral. 
Peder Skram blev amiral 1532 och danskt riksråd 1537. Han förlänades Roskildagaard och län, innehade Helsingbors slott och län 1536–1555, Landskrona 1548–1555 och Båstad 1542–1558. 1557 tillöste han sig Halmstads härad i pant men bytte det 1558 mot det större Laholm som avgiftslän till 1564 och därefter som fritt län. 1568–1572 var han åter förlänad Halmstads härad.
Peder Skram deltog i fälttåget mot Sverige 1518–1520, anslöt sig 1523 till Fredrik I och sändes 1532 till Norge där Kristian II landstigit. Under grevefejden stod han på Kristian III:s sida och sändes 1535 av honom som en av anförarna för den dansk-svensk-preussiska flotta som skulle bekämpa hansestäderna, och fick under striderna tillnamnet "Danmarks Vovehals". Vid utbrottet av nordiska sjuårskriget blev han 1563 befälhavare för den danska flottan, och deltog i flera sjödrabbningar bland annat stred han på Öland och utkämpade en oavgjord strid med Jakob Bagge på Östersjön 1563. 